# Sint-Pauluskerk (Schijndel)
De Sint-Pauluskerk is een voormalige parochiekerk in de tot de Noord-Brabantse gemeente Meierijstad behorende plaats Schijndel. Het kerkgebouw is gelegen aan de Julianastraat 8.

## Geschiedenis
De parochie werd opgericht op 1 augustus 1948. In 1949 kwam een noodkerk gereed, gelegen aan de Hoevenbraaksestraat 28. Deze was ontworpen door Hendrik Willem Valk in de stijl van de Delftse School. Deze werd te klein en werd door een nieuw gebouw vervangen dat op 31 augustus 1963 werd ingewijd en 1100 mensen kon bevatten. Architect was Jakobus van Buijtenen. De voormalige noodkerk werd in gebruik genomen als Sociaal-cultureel centrum "De Vink".
Ten gevolge van de ontkerkelijking werd ook de nieuwe kerk spoedig te groot. In 1994 werd hij afgebroken maar de toren bleef behouden. Op 25 juni 1995 werd een nieuwe, kleinere, kerk ingewijd. Deze werd ontworpen door het architectenbureau Sleenhof-Van Griensven. In 1997 kwam er een orgel, in 2001 werd nieuw meubilair in het koor geplaatst, en in 2004 kwam er een beeld van de Heilige Paulus. Ook deze kleinere kerk werd  gesloten en wel in 2013. Het kerkgebouw werd in gebruik genomen als bedrijfsruimte.
In 2022 bleek het kruis op de toren scheef te staan. Na inspectie van de brandweer bleek dit geen gevaar op te leveren.

## Gebouw
De laatste, kleine, kerk is een gebouw op vierkante plattegrond met een plat dak. Ernaast staat de toren van de kerk uit 1963, een slanke open klokkentoren in baksteen en beton.